# 大平みな
大平 みな（おおひら みな、1976年9月6日 - ）は、熊本県を拠点に活動している日本のフリーアナウンサー、ナレーター。

## 概要
鹿児島県鹿児島市出身。鹿児島大学法文学部人文学科卒業。同学科では心理学教室に在籍し、ナレーションと映像処理に関する研究を行っていた。また、高校教員免許も取得している（教科：公民）。
大学を卒業後、1999年に熊本県民テレビ (KKT) に入社し、同局のアナウンサー兼報道記者になる。
熊本県民テレビ在籍中の2003年に結婚。その後出産を控え、産休・育休を取得。2004年に1児の母になり、2005年7月に職場復帰した。後に2児の母になる。
2007年春には、第28回NNSアナウンス大賞に九州ブロックテレビ部門の代表者として参加した。
その後ナレーションについて学ぶため、2009年に熊本県民テレビを退社。東京でナレーターとして活動した後、2016年から熊本で活動を展開している。東京にいた頃には大平プロダクションに、熊本へ戻ってからは洒落に所属していた。

## 出演
特記のないものは、すべて洒落公式プロフィールからの参考。

### テレビ番組
- ビートメガTV（熊本県民テレビ）
- 激論！寝た子をおこせ（熊本県民テレビ）
- たんたんテレビたん（熊本県民テレビ）
- KKTニュース（熊本県民テレビ）
- ビートメガS（熊本県民テレビ） - 司会[10]
- テレビタミン（熊本県民テレビ） - 「テレビタ情報局」担当[11]、ニュース企画担当[12]・ナレーター、「もっこすキッチン」ナレーター
- 熊本県家庭教育番組 すこやか日記（熊本県民テレビ） - 司会[7]
- NNNニュースD ローカルパート（熊本県民テレビ）[12]
- ノンストップ!（フジテレビ） - ボイスオーバー
- スッキリ!!（日本テレビ） - ボイスオーバー
- 世にも不思議なランキング なんで?なんで?なんで?（TBS） - ボイスオーバー
- メイドインジャパン! パイロット版（TBS） - ボイスオーバー
- 日曜ファミリア 世界怪盗ファイルカメラが見た！犯行＆逮捕の決定的瞬間 3時間スペシャル（フジテレビ） - ボイスオーバー
- アタック・ザ・日本一（熊本県民テレビ） - ナレーター
- 現場発!（熊本県民テレビ） - ナレーター
- KKT！医療ナビ Dr.テレビたん（熊本県民テレビ） - リポーター、ナレーター[8]

### ラジオ番組
- FMK charmy2（エフエム熊本）[2]

### CM
- 光の森 住宅展示場